# Heike Langeová
Heike Langeová (* 31. října 1955 Rostock), provdaná Kahlová, je bývalá východoněmecká rychlobruslařka.
Na mezinárodních závodech se poprvé objevila v roce 1975. Tehdy také dosáhla svých největších úspěchů: vyhrála Mistrovství světa juniorů a získala stříbrnou medaili na seniorském Mistrovství světa ve sprintu. Další rok se zúčastnila Zimních olympijských her 1976 (500 m – 10. místo, 1000 m – 8. místo) a následně ukončila sportovní kariéru.